# 銃撃戦

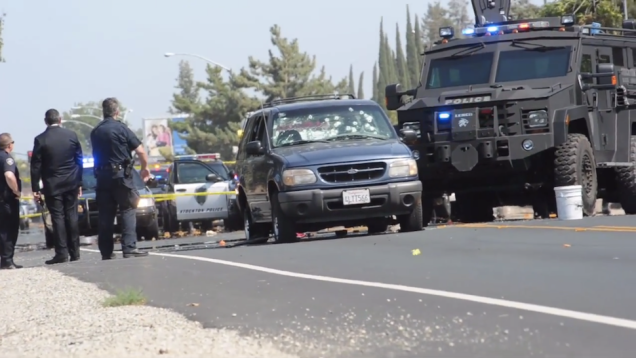
2014年にカリフォルニア州ストックトンで発生した銀行強盗事件で、警察と犯人が銃撃戦を繰り広げた直後

銃撃戦（じゅうげきせん、shootout、firefight、gunfight）とは、銃火器を使って武装した戦闘員同士が撃ち合う（銃撃）ことである。

## 解説
この用語は、そのような戦闘を表現する際に使われるが、一般的には軍隊が関与しないか、銃器のみが関与する戦闘を表すのに使われている（したがって、重火器、戦闘車両、武装航空機、爆発物による戦闘は除外される）。
銃撃戦は法執行機関と犯罪者の間で行われることが多いが、敵対するギャング同士や民兵、個人間など法執行機関以外の集団が関与することもある。一方で、軍事的な戦闘状況が「銃撃戦」と呼ばれることはほとんどなく、ほとんどの場合、戦闘、交戦、小競り合いとみなされる。
アクション映画や西部劇、ビデオゲームなどでは、「銃撃戦」が描かれることが多い。

## 米国および準州における著名な銃撃戦・銃乱射事件

### ブランチ・ダビディアン事件
1993年2月28日 - 4月19日：テキサス州ウェーコ近郊に、ブランチ・ダビディアンの重武装したメンバーが、拠点となる屋敷に立て籠もり、FBIによる51日間の包囲が開始される中、ATFの連邦捜査官との間で激しい銃撃戦が繰り広げられた。
死者数 - ブランチ・ダビディアン：6名（4月19日には76名）; BATF：4名

### ワシントンD.C.首都警察本部襲撃事件
1994年11月22日：半自動拳銃のCobray MAC-11で武装した、元囚人のベニー・リー・ローソンがワシントンD.C.首都警察本部のコールド・ケース班の部屋に侵入した。そして、MAC-11を発砲し、FBI特別捜査官のマーサ・ディクソン・マルティネスとマイケル・ミラー、DC首都警察のヘンリー・デイリー巡査部長を殺害すると（その際、FBI特別捜査官のジョン・クチタが負傷し重体となった）、 その後、自殺した。
死者数 - 警察：1名; FBI：2名; 容疑者：1名

### ノースハリウッド銃乱射事件
1997年2月28日：カリフォルニア州ロサンゼルスノースハリウッドで銀行強盗に失敗した、ラリー・フィリップス・ジュニアとエミール・マタサレヌの2人が数丁のアサルトライフルで武装して、駆けつけたロサンゼルス市警察の警官隊に発砲した。この銃撃戦は44分間続き、双方から合わせて2000発以上の弾丸が発射された。
死者数 - 容疑者：2名（負傷者数 - 警察官：12名; 民間人：8名）